# Coutarea corymbosa
Coutarea corymbosa är en måreväxtart som beskrevs av Giovanni de Brignoli di Brunnhoff. Coutarea corymbosa ingår i släktet Coutarea och familjen måreväxter. Inga underarter finns listade i Catalogue of Life.